# Planet Punk
Planet Punk è il sesto album di studio del gruppo pop punk tedesco Die Ärzte, pubblicato il 18 settembre 1995.
Il disco è stato ristampato da Hot Action Records nel 2007.

## Tracce
1. Super Drei – 2:15
2. Schunder-Song – 3:06
3. Hurra! – 3:26
4. Geh mit mir – 2:29
5. Langweilig – 3:07
6. Mein Freund Michael – 3:38
7. Rod Loves You – 3:26
8. Der Misanthrop – 3:22
9. Vermissen, Baby – 3:37
10. Nazareth (Blumen my ass) – 4:20
11. Meine Ex(plodierte Freundin) – 3:39
12. Die Banane – 4:33
13. B.S.L. – 2:35
14. Die traurige Ballade von Susi Spakowski – 4:01
15. Red mit mir – 3:58
16. Trick 17 m. S. – 3:04
17. Opfer – 3:01

## Formazione
- Farin Urlaub - chitarra, voce
- Bela B. - batteria, voce d'accompagnamento
- Rodrigo González - basso, voce d'accompagnamento
- Jasmin Tabatabai - voce addizionale (traccia 4), voce d'accompagnamento (traccia 7)
- Chichi - voce d'accompagnamento (tracce 7, 12)
- Heinz Strunk - flauto (traccia 7), voce d'accompagnamento (traccia 11)